# Protestas agrícolas en España (2024)
Las protestas agrícolas en España de 2024 fueron una serie de manifestaciones y protestas que tuvieron lugar en el marco de la revuelta agrícola europea desde el 6 de febrero de 2024 hasta el mes de marzo del mismo año. Estas manifestaciones fueron apoyadas, principalmente, por asociaciones y organizaciones de ámbito agrícola como Unión de Uniones de Agricultores y Ganaderos, ASAJA, COAG, UPA, y ganaderos independientes (que se desmarcaron de las protestas en Ferraz y el intento de bloquear Madrid) con el objetivo de manifestarse en contra de las políticas agrícolas restrictivas puestas en práctica por la Unión Europea, por el gobierno de España o votadas por el Partido Popular, entre las más conocidas, la PAC, el Pacto Verde Europeo y la Ley de cadena alimentaria, las cuales también desencadenaron una gran serie de revueltas en países europeos. 
Estas políticas planteaban la implantación de medidas que benefician a un nuevo sistema de agricultura sostenible, basada primordialmente en reformas que prohíben el uso de ciertos productos agrícolas como pesticidas, fertilizantes y demás. También la firma de pactos con competencias comerciales como Marruecos y el Mercosur y el beneficio a explotaciones agrícolas, todas estas medidas con tal de retirar prestigio al cultivo y ganadería tradicional, tratando de incentivar así la importación de recursos primarios desde terceros países y la producción en masa.

## Antecedentes
El gobierno de España aprobó una serie de medidas que cumplen con las características y objetivos de agricultura sostenible promovidos por los Objetivos de la Agenda 2030, estas políticas promueven un desarrollo agrícola más sano para el medioambiente, en lo cual implica la adición de impuestos sobre el uso de fertilizantes, diésel, pesticidas y vehículos de motor (como tractores), el apoyo a grandes empresas privadas y multinacionales que buscan la explotación agraria y por último, la firma de pactos comerciales con países subdesarrollados o en vías de desarrollo como Marruecos, Nueva Zelanda, Chile o Perú, entre otros. También se llevó a cabo la firma de tratados con coaliciones económicas como el Mercosur. Esta serie de reformas tienen como objetivo reemplazar radicalmente el oficio de la agricultura y ganadería tradicionales por un nuevo sistema más restrictivo enfocado en una búsqueda de producción amparada supuestamente en el ecologismo y mejora del medioambiente. Este conjunto de políticas fueron también aplicadas por la Unión Europea, la cual promueve otras políticas y pactos como el Pacto Verde Europeo, firmado en 2020, y la Política Agrícola Común. A estas medidas tomadas por el Gobierno de España se unió la Ley ampliamente criticada por Vox y PP sobre cadena alimentaria.
España se vio envuelta de manera indirecta en las manifestaciones y protestas europeas a causa de los masivos ataques franceses a camiones de mercancía españoles, causando una gran cantidad de pérdidas económicas y materiales.
Diversos sindicatos se reunieron con dirigentes del gobierno para llegar a un acuerdo sobre las medidas y reformas que apoyan los impuestos agrarios, sin embargo, estos nunca triunfaron, y jamás se llegó a un acuerdo de manera pacífica. Si bien los agricultores leoneses ya llevaban manifestándose desde el 31 de enero, el resto de los agricultores españoles, al ver el panorama del momento, decidieron replicar a los manifestantes franceses y leoneses y comenzaron la movilización a gran escala en el país, y estos mismos sindicatos y asociaciones se unieron a las protestas agrarias.
El 4 de febrero las diferentes asociaciones agrarias hacían pública la hoja de ruta de las protestas que comenzaban dos días después, el 6 de febrero, que terminaban el 23 del mismo mes y que en principio solo afectarían a diecinueve provincias.

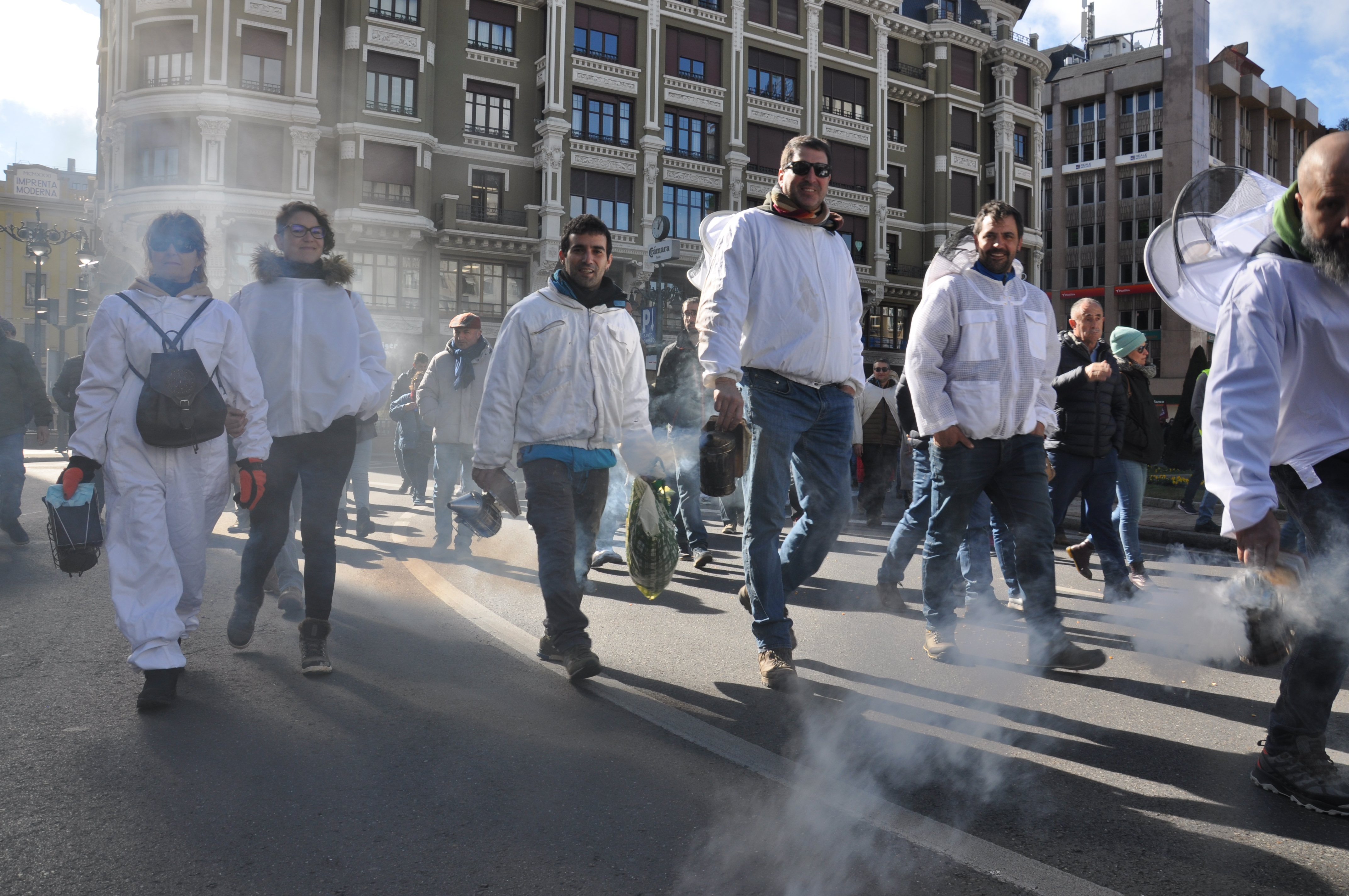
Los apicultores, último sector en incorporarse a las protestas agrícolas y ganaderas.
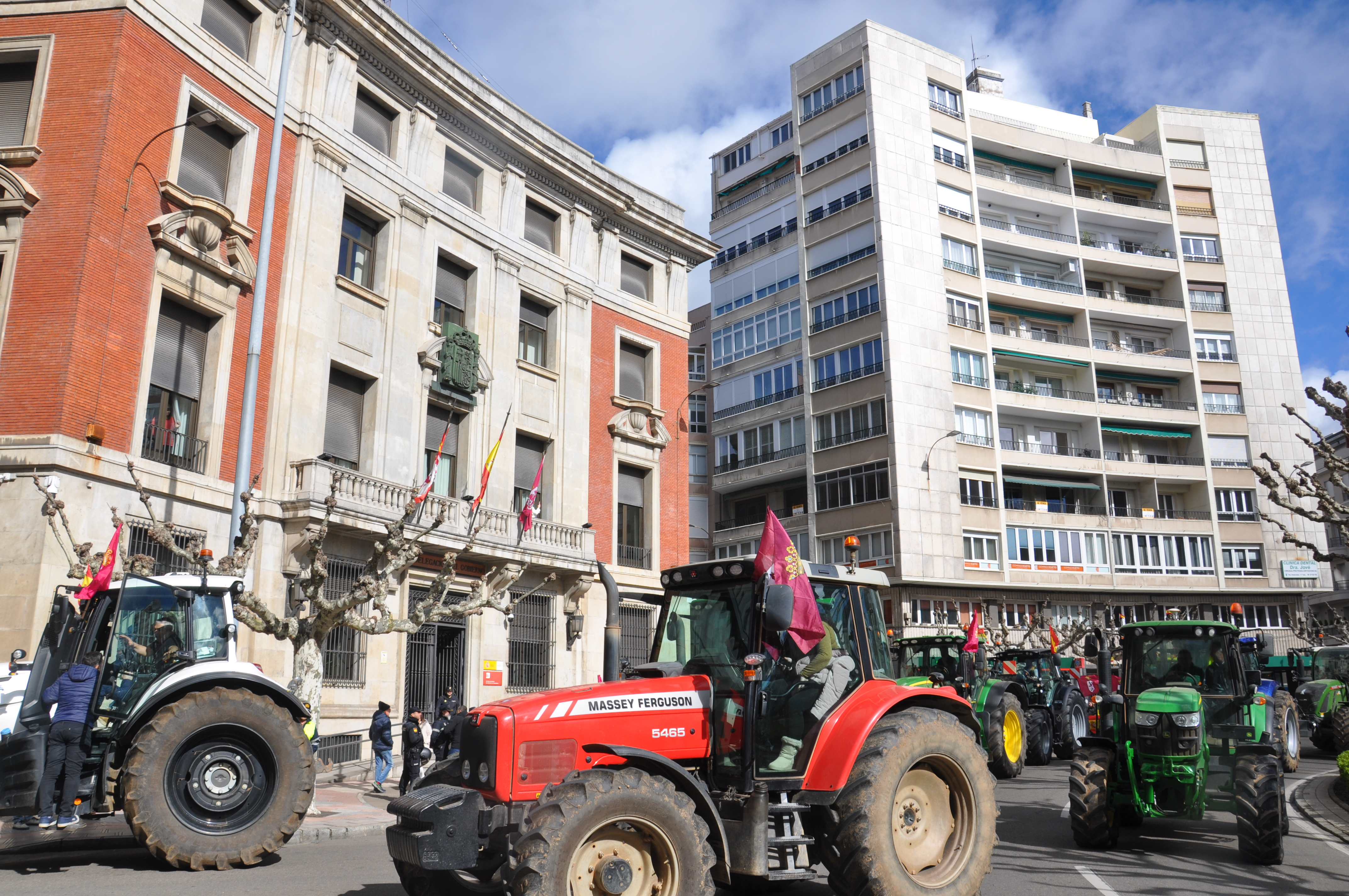
Tractores protestando ante las sede de la Subdelegación del Gobierno en León.
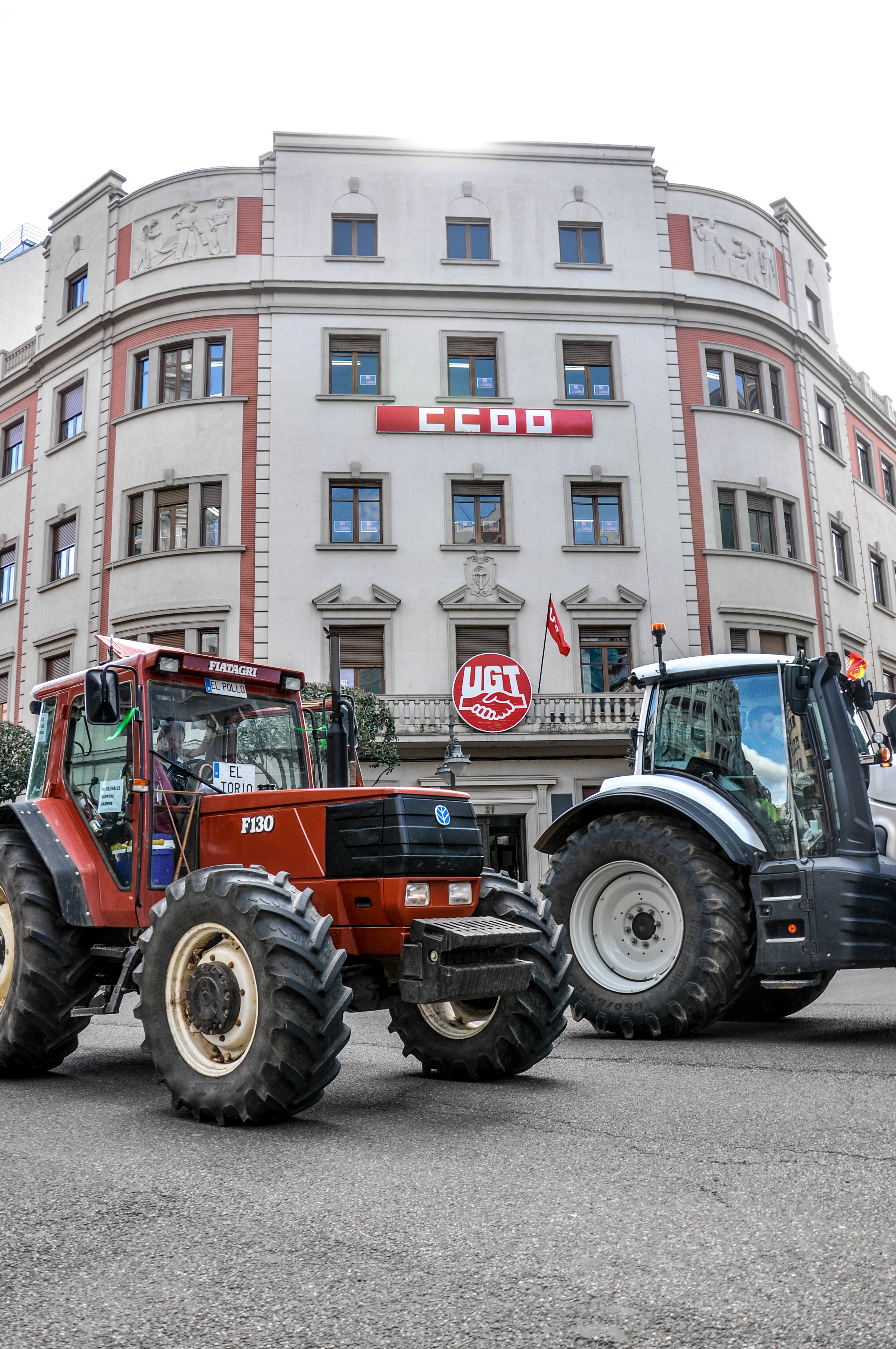
Tractores protestando ante las sede de UGT y CC.OO. en León.
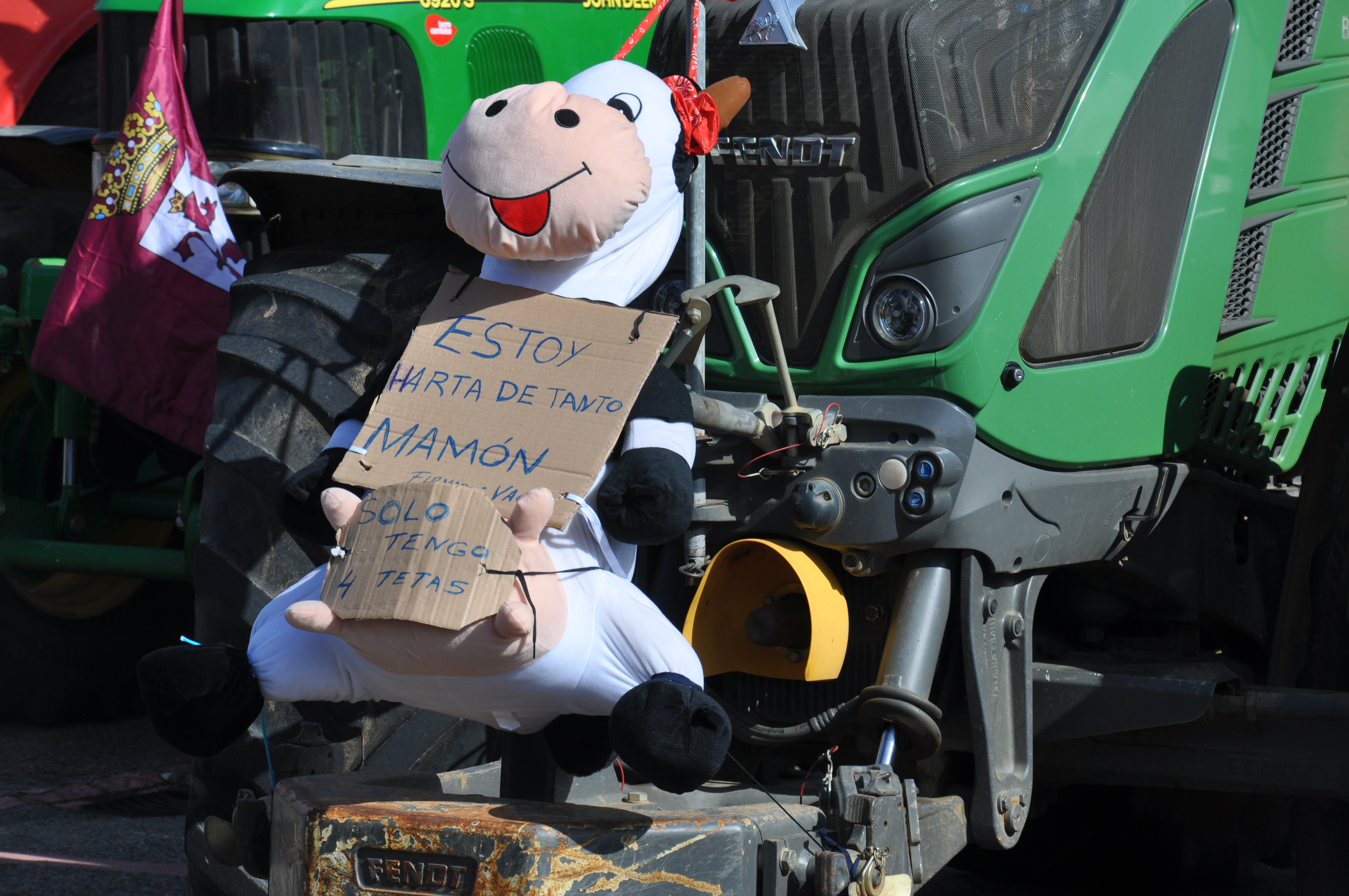
Pancartas y figuras a modo de protestas por los ganaderos.
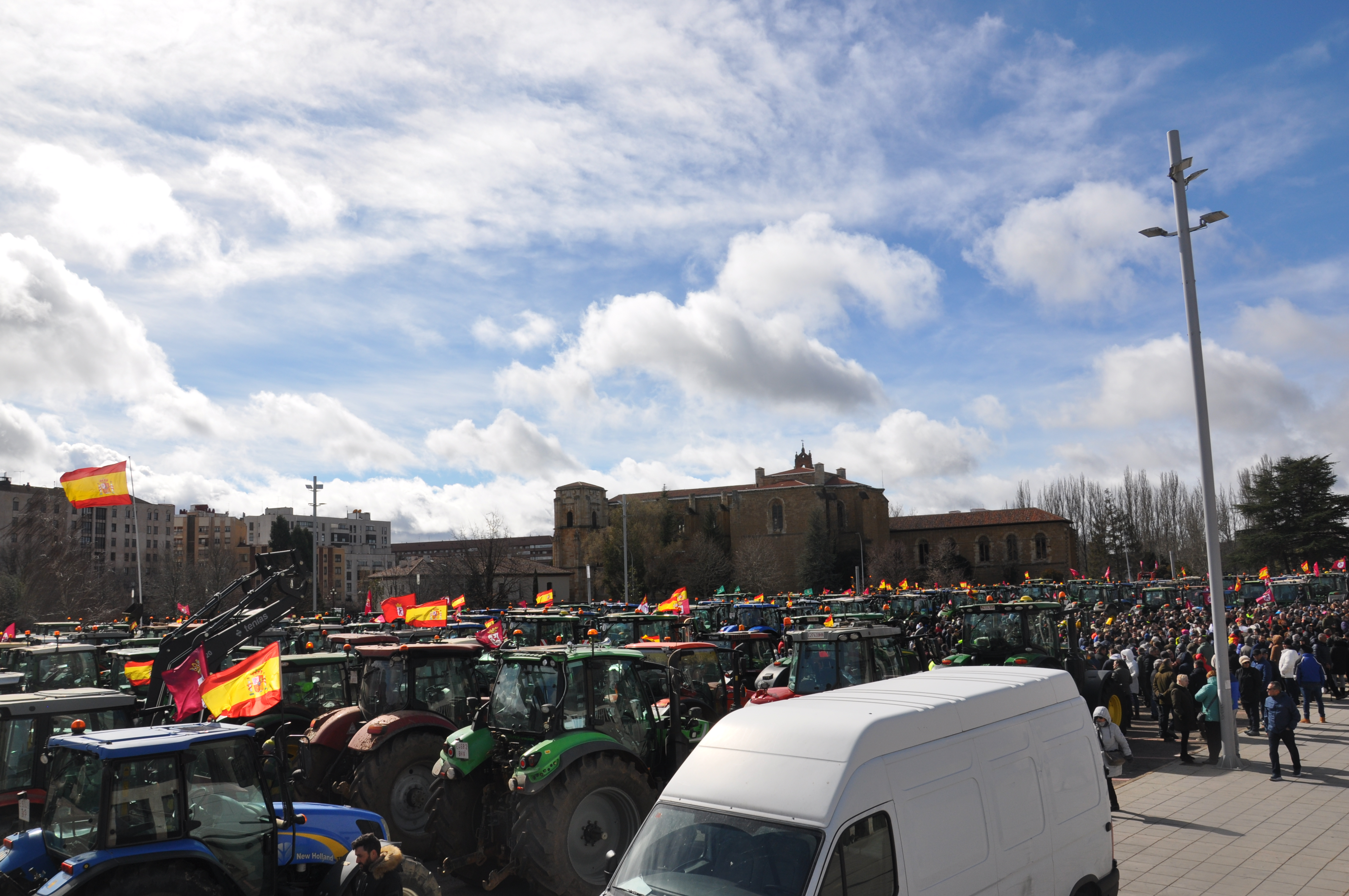
Reunión de tractores en la explanada de la Subdelegación Territorial de León de la Junta de Castilla y León.
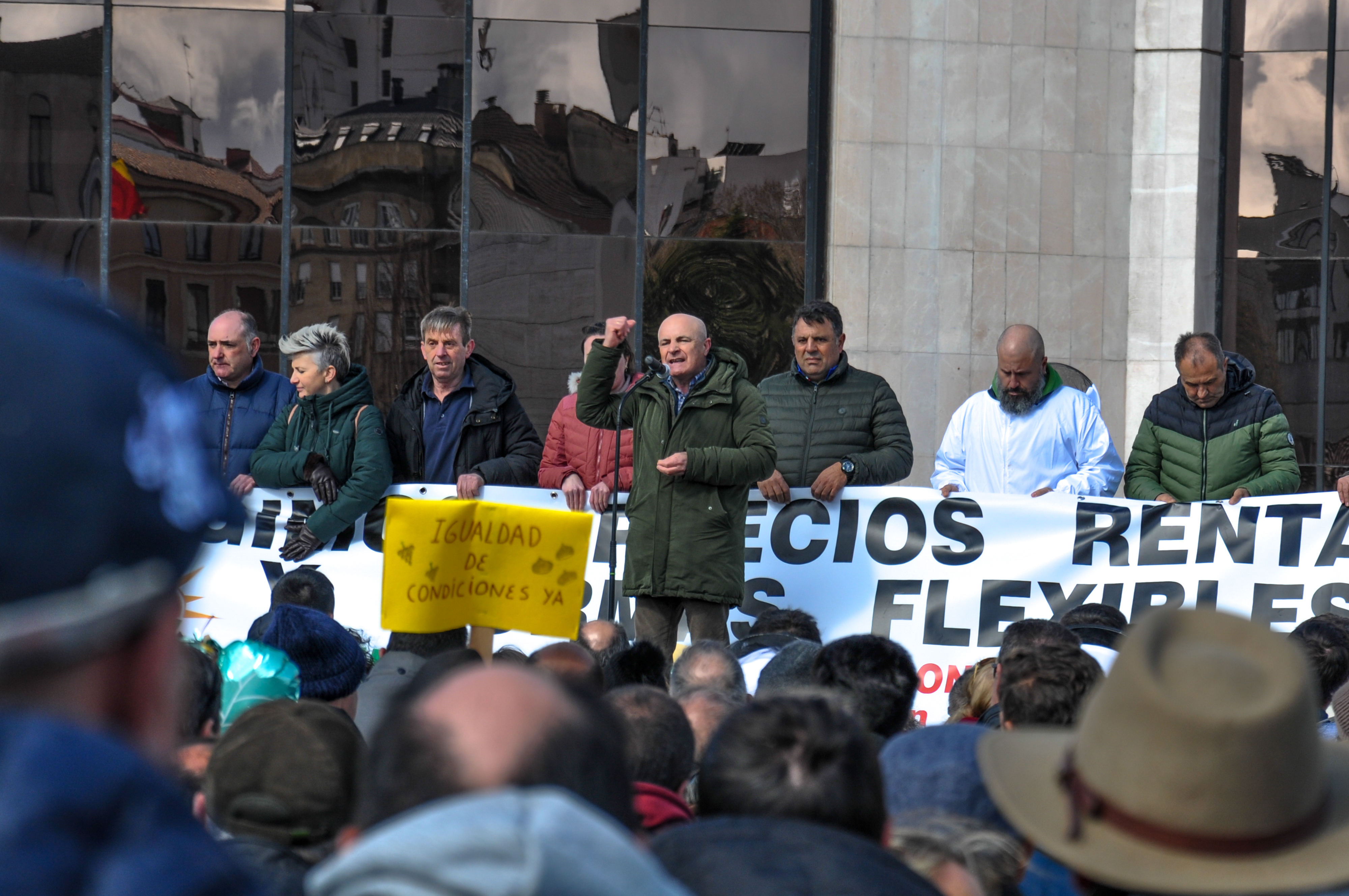
José Antonio Turrado Fernández, Secretario General ASAJA en León, en su discurso en favor de los agricultores, ganaderos y apicultores de la provincia.

## Protestas

Provincias movilizadas
Provincias no movilizadas

### 6 de febrero: comienzo de movilizaciones
Una gran cantidad de sindicatos, comités y asociaciones agrícolas españolas se organizaron y congregaron por primera vez contra estas políticas y decisiones agrarias, dando inicio el 6 de febrero a una gran serie de manifestaciones por toda España que comenzaron en Burgos, Santander, Oviedo, Zamora, Bilbao, Badajoz, Mérida, Tomelloso o Gerona.
La Dirección General de Tráfico informó de cortes y retenciones en varios tramos de autopistas, autovías y otras carreteras por toda España. La circulación se vio interrumpida a lo largo del día siendo la A-2, la A-3, la A-4 y la A-5, en diferentes puntos, las vías más importantes.
En la Comunidad de Madrid cortaban la A-4 a la altura de Aranjuez y la M-600 en Sevilla la Nueva.
Sobre las cinco y medía de la mañana comenzaban las tractoradas en Álava, Rioja alavesa y la propia La Rioja. A las nueve bloquearon el sur de Álava y se adentraron en la ciudad. A primera hora de la mañana los accesos a Logroño estaban colapsados y numerosas carreteras riojanas y alavesas con atascos. Numerosos tractores se dedicaron a dar vueltas a Labastida.
En la Comunidad Valenciana, las provincias de Valencia y Castellón registraron cortes en varias carreteras y autovías que provocaron grandes y numerosos atascos. Algunas de ellas fueron ilegales.

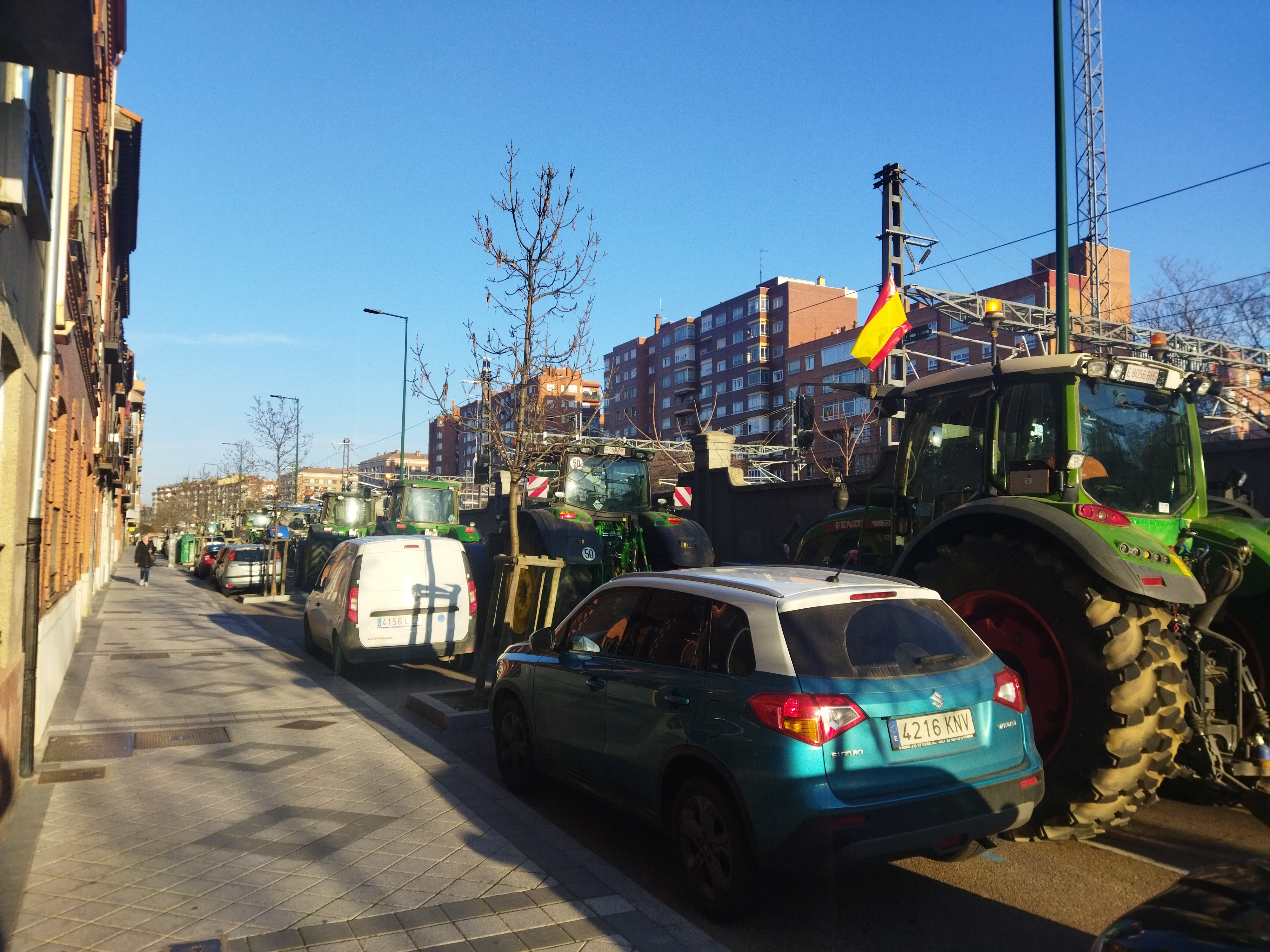
Tractorada en Valladolid.

En Santander se concentraba de forma pacífica en una marcha lenta, Solidaridad, sindicato de Vox; y algunos de los representantes del partido. Según la DGT se trataba de 39 tractores que venían de diferentes puntos.
En Andalucía comenzaban los bloqueos a los centros logísticos de Mercadona en Antequera y al puerto de Málaga, y se registraban cortes en distintas carreteras provinciales. En Sevilla lograron cortar el Puente del Cristo de la Expiración, que da acceso a la capital hispalense, así como todos los accesos a Jerez de la Frontera, además de la A-4 entre Jaén y Ciudad Real, y distintas carreteras de Córdoba y Huelva, donde se concentraron 500 agricultores.
Mientras que las grandes organizaciones agrarias estaban reunidas con el ministro Luis Planas en Salamanca, comenzaron las protestas ilegales que habían sido convocadas por Unión de Uniones, grupos de WhatsApp, plataformas y organizaciones locales. En dicha protesta todos los accesos a la ciudad y el centro fueron tomados por los manifestantes.
Dichos grupos de WhatsApp y otros de Telegram, que acabó llamándose Plataforma 6F, comenzaron a organizarse para cortar la M-40. A la cabeza de dichos grupo estaba Lola Guzmán, una sanitaria exmiembro de Vox, asesorada jurídicamente por Xaime da Pena, que meses después denunciaría al Amadeo Lladós por estafa y delitos de odio.
También en la Región de Murcia se sucedieron protestas ilegales encabezadas por Diego Conesa, miembro de Plataforma 6F, y fundador de la Orden Prístina para la Perfección Paradisíaca, secta religiosa que rechaza alimentarse de carne y a la que culpabiliza de los males del ser humano. Podemos Murcia anunció que se manifestarían junto a COAG, Asaja, y UPA en la manifestación del 21 de febrero.

### 7 de febrero
En la Comunidad Valenciana se volvían a producir cortes de carreteras, pero remitían las protestas.
Vox presentó una propuesta para la denuncia del Pacto Verde Europeo y la Agenda 2030, y defendió la labor de los agricultores y ganaderos. Sin embargo, en Castilla y León, el vicepresidente de la Junta y miembro de Vox Juan García-Gallardo fue abucheado e increpado por los agricultores y ganaderos por no hacer nada desde el gobierno.
Mientras que el PSOE defendió este pacto de la Unión Europea, aclaró también que este requería de «más flexibilidad». Este discurso fue llevado a cabo por el eurodiputado César Luena. Además, el Ministerio de Agricultura anunció ayudas por valor de 270 millones de euros para 140 000 agricultores con el fin de mitigar las consecuencias de la grave sequía y los efectos de la invasión rusa de Ucrania.
En los bloqueos a la central logística de Mercadona en Antequera salió ardiendo un camión y se cortaba la A-92 a su paso por la localidad malagueña, lo que provocó cargas de los agentes antidisturbios. Siguiendo el ejemplo malagueño, los agricultores de Álava también bloquearon la sucursal logística de la empresa en País Vasco. La policía impidió la entrada de los tractores a Jerez, pero no pudieron evitar el corte de la A-4 con destino al aeropuerto. La AP-4 sufrió cortes intermitentes entre Cádiz y Sevilla
En Barcelona, 2 000 tractores, según el sindicato Unió de Pagesos, entraron en la ciudad condal por la Meridiana y la Diagonal. Tras aparcar los tractores, los manifestantes realizaron una marcha a pie mientras una delegación estaba reunida con Pere Aragonès.
En Castellón los agricultores cortaron los accesos al puerto y quemaron neumáticos.

### 8 de febrero
Se suman a las protestas las organizaciones Asaja, COAG y UPA que hasta ese momento no habían actuado en ninguna de las protestas.

### 9 de febrero
El PP se desmarcó de los actos violentos y de la protesta que los agricultores tenían planeada en la sede del PSOE en Madrid.
El Gobierno de Navarra se reunió con las organizaciones agrarias EHNE, UAGN, UCAN y Alinar, junto a una representación de Plataforma 6F. En la reunión se llegó al acuerdo de retirar los tractores del centro de Pamplona, pero continuar moderadamente con las protestas. También se llegó a un acuerdo para reunirse el día 16.
Los agricultores vascos se manifestaron con tractores por las calles de Vitoria por cuarta vez consecutiva y por primera vez en Bilbao. En Guipúzcoa, las organizaciones ENBA y EHNE anunciaron movilizaciones para comienzos de marzo para dar respuesta a los problemas de los agricultores y ganaderos guipuzcoanos, especialmente a los trabajadores en baserris.
En Jaén, unos cincuenta agricultores de la Plataforma 6F protestaron y entregaron un manifiesto en a la subdelegación de Gobierno.

### 10 de febrero
La convocatoria de Plataforma 6F en los alrededores del Civitas Metropolitano reunió a 500 personas. Tras una votación de decenas de personas, entre las que se encontraban ganaderos, agricultores y transportistas, Manuel Hernández, líder de la Plataforma Nacional para la Defensa del Sector del Transporte, convocó un paro nacional indefinido junto a la Plataforma 6F porque «el sector primario se encuentra en la misma situación que los transportistas».
La Plataforma 6F no logró colapsar Madrid y falló en su intento de reunir 50 000 vehículos. Tampoco consiguieron entrar en el centro de la capital y llegar hasta la calle Ferraz, por lo que en la sede del PSOE se concentraron 300 manifestantes, sin haber agricultores entre ellos. Se produjeron enfrentamientos entre los manifestantes, muchos de ellos integrantes de la plataforma, la Policía y la Guardia Civil. En dichos actos, Lola Guzmán, insultó y falto al respeto al personal policial que se encontraba protegiendo las calles y los accesos a la M-40.
En Valladolid no consiguieron entorpecer la gala de los Premios Goya que se celebraba en la ciudad pucelana.
En Andalucía se produjeron protestas y cortes de carreteras en varias provincias. Así en la Cádiz hubo cortes en la A-381, la A-384 y Ca-9107. En Granada permaneció cortada la A-92 y A-401. En la provincia malagueña se produjeron cortes intermitentes en la A-7, la A-45 y A-357. En Sevilla cortaron varios tramos de la A-4.

### 11 de febrero
Distintos portavoces de grupos de agricultores castellanoleoneses se desligaron de la Plataforma 6F tras los actos de esta y las declaraciones expresadas por Lola Guzmán.
En Aragón, donde no se manifestaron el día anterior, se registraron algunos cortes parciales y totales en diferentes localidades. En San Juan del Flumen, la tractorada iba encabezada por niños en tractores de juguetes.

### 12 de febrero
La policía denunció a Lola Guzmán, relevada de su cargo por el periodista ligado a la extrema derecha Vito Quiles, ante la Fiscalía Provincial por posible delitos de odio. Por su parte, dicha plataforma, que afirmó empezar a sufrir desgaste, anunció su intención de denunciar al ministro Grande-Marlaska por cargas policiales en su intento de cortar la M-40. Además, pidió a los ganaderos que sacaran a los animales en las manifestaciones para cortar las carreteras. Los agricultores catalanes, que estaban integrados en la plataforma, decidieron escindirse y cambiar el nombre a Plataforma Pagesa, con el fin de desvincularse «de los movimientos que están haciendo Vox y PP». También diferentes agrupaciones riojanas abandonaron la Plataforma para integrarse en las organizaciones tradicionales.
Las grandes organizaciones agrarias anunciaron una gran tractorada para 48 horas después, el miércoles 14 de febrero.
En Sevilla, los cortes de tráfico de la A-4 produjeron un accidente con varios heridos, uno de ellos de gravedad.
En Álava, cien tractores de un grupo independiente cortaban los accesos al polígono industrial Júndiz donde días antes habían bloqueado el centro logístico del Supermercado Mercadona.
El alcalde de Mérida, que se convirtió en el centro neurálgico de las protestas en Extremadura a lo largo de la semana, denunció daños por valor de 20 000 euros entre las diferentes protestas en el Polígono Industrial el Prado y el puente Fernández Casado.
Por la noche se desconvocó el paro indefinido propuesto, después de comprobarse el nulo seguimiento que este había tenido. Esa misma noche más de 300 payeses cortaban la AP-7 y la A-2 a la altura del Alto Ampurdán en ambos sentidos con tractores.

### 13 de febrero
Las protestas empezaron a perder fuelle debido a la división interna generada por Lola Guzmán. Tras los supuestos delitos de odio y de enaltecimiento del terrorismo dirigidos por la líder de la plataforma, algunos colectivos agrarios decidieron desmarcarse de dicha plataforma.
En Cataluña, los payeses cortaron el acceso al Puerto de Tarragona, a la N-340 y a un polígono industrial de la capital tarraconense.
El Consejo de Gobierno andaluz aprobó una declaración institucional en la que apoyaban al sector agrario y ganadero de la Comunidad.

### 14 de febrero
En Andalucía, bajo el lema «Por un campo vivo, por unos pueblos vivos», comenzaron las trece protestas y manifestaciones de las grandes organizaciones que contaban con las autorizaciones. Se desarrollaron en Granada, Jaén, Málaga y Sevilla. Debido a ello, y por la falta de Guardia Civil y Policía, tuvo que suspenderse la primera etapa de la Vuelta a Andalucía. En Málaga, donde participaron 155 tractores y 160 personas a pie, según las fuerzas del orden público, se registraron cortes en todas las principales carreteras de la provincia. En Sevilla, todos los accesos a la capital fueron cortados por cinco horas, además de registrarse cortes en otros puntos de la provincia. En Motril, unos 300 agricultores cortaron el acceso al puerto y lanzaron tomates a la policía. En Iznalloz, unos 30 agricultores, sin autorización y sin el apoyo de las organizaciones, cortaban la A-44 y volcaban la carga de un camión que provenía de Marruecos. En Jaén, con los agricultores divididos en la Plataforma 6F por un lado y las grandes organizaciones por otro, se cortó la A-4 en ambos sentidos a la altura de Guarromán. Las organizaciones convocantes aseguraron haber cumplido los objetivos y emplazaban a los agricultores al día 20.
En Cataluña, el Govern pactó, entre otras medidas, una flexibilización del plan de sequía que en aquel momento estaba en vigor. El sindicato Unió de Pagesos pactó una reunión con el Ministerio de Agricultura. Esto llevó a que se levantará la concentración que había en Gerona en la AP-7 y la N-2, que duraron 30 horas ininterrumpidas. En un comunicado, los payeses y la plataforma escindida de 6F en un «gesto de buena voluntad» levantaban el cerco y advertían que de no haber resultados, volverían a manifestarse el día 28. A las 22:00 horas, también levantaron el bloqueo al Puerto de Tarragona.
En las protestas en Extremadura, los agricultores cortaron nueve carreteras: N-432, N-435, N-521, N-523 en ambos sentidos, CC-321, N-521 Ex-110, Ex-328 y Ex-363. Además, los agricultores de Asaja que se dirigían a protestar a Madrid provocaron tráfico lento en la N-502 y la A-5.
A la protesta que se iba a realizar en Mercamadrid, mayor centro logístico español, le fue denegado el permiso por la Delegación de Gobierno, por lo que solo contó con unas decenas de manifestantes.
En la Región de Murcia, donde el presidente López Miras prometía 18 millones de euros en ayudas, varios agricultores rodearon la Asamblea Regional y retuvieron a cien personas. Cuando López Miras trató de salir su coche fue zarandeado por varias personas, obligándole a volver al aparcamiento del edificio.
En Navarra, donde se cortó por varios puntos la N-135, la Plataforma 6F anunció una protestas a pie por Pamplona para el día siguiente de la que se desmarcaban varias organizaciones agrarias y ganaderas por el carácter ideológico y político de dicha plataforma.
Por la tarde, el Gobierno se reunió con el Observatorio de la Cadena Alimentaria que está formado por representantes del campo, de la industria alimentaria, de la distribución y de los consumidores.
Las diferentes asociaciones, sindicatos y federaciones vinculadas al sector pesquero decidieron no unirse a las protestas aunque reiteraron su apoyo «inquebrantable» a las reivindicaciones de los agricultores.

### 15 de febrero
En el altiplano murciano, y bajo el lema Trabajamos para que tú comas, 300 tractores convocados por las grandes organizaciones realizaron una marcha lenta por la N-344 y la A-33.
En Castellón, los agricultores, que esta vez no bloqueaban el puerto, tiraron mandarinas en protesta por la competencia desleal de países terceros. Además anunciaron una protesta en el Puerto de Valencia para el día 22.
En La Coruña, un centenar de ganaderos de la asociación Agromuralla, que se habían desmarcado del resto de organizaciones y bajo el lema Non ao peche de máis granxas (no al cierre de más granjas), cortó los accesos a la ciudad y una vez en ella continuaron a pie hasta la Subdelegación del Gobierno.
Tras la reunión que mantuvieron las organizaciones profesionales agrarias con el ministro de Agricultura, Pesca y Alimentación, éstas anunciaron que mantendrían sus movilizaciones. El Misterio anunció 18 medidas para hacer frente a los problemas del sector.

### 16 al 18 de febrero
Las protestas durante el fin de semana se concentraron en las provincias de Alicante, Cuenca, León, Cantabria y Teruel.
En San Isidro (Alicante), más de un centenar de agricultores tiraron ocho toneladas de limones en una protesta donde se llegó a increpar a los propios representantes de las organizaciones agrarias convocantes. Luego partieron hacia Orihuela. El domingo 18 las protestas de los agricultores alicantinos comenzaron en Planes desde donde partieron hasta la ermita de San Antonio en Muro de Alcoy. Cuando pasaron por el casco urbano de las distintas poblaciones recibieron el aliento de los viandantes.
Las protestas en Santander (Cantabria) del día 16, en la que congregaron casi 300 personas arrojando heno por donde pasaban, se alargaron hasta el día siguiente tras pasar la noche con 35 tractores aparcados frente a la Delegación del Gobierno, donde dejaron los restos de un potro supuestamente atacado por lobos.
En la provincia turolense se cortaron diferentes carreteras del Bajo Aragón, Jiloca. La A-23, carretera que se convirtió en un foco habitual de las protestas, fue cortada en ambos sentidos. También se registraron cortes en La Litera.
Agricultores y ganaderos riojanos se manifestaron con más de 50 tractores por las calles de Logroño. De madrugada se dirigieron a MercaRioja, donde permanecieron hasta entrada la mañana del lunes, en una iniciativa ilegal.

### 19 de febrero
Desde MercaRioja, los manifestantes riojanos se dirigieron al Consejo Regulador de la DOCa Rioja previo paso por el centro de Logroño que se encontraba custodiado por la Policía Nacional.
Comenzaron las protestas en las Islas Baleares: Bajo el lema «Payesía o muerte», más de trescientos tractores colapsaron las principales carreteras y finalmente Palma de Mallorca, donde los representantes de las asociaciones agrarias se reunieron con el delegado de Gobierno. Al contrario que en las protestas peninsulares, las asociaciones pesqueras se unieron a las movilizaciones. En Menorca, cincuenta tractores colapsaron las carreteras y finalmente Mahón, donde leyeron un comunicado con sus exigencias. Los ecoagricultores de Ibiza se manifestaron exigiendo menos burocracia, pero no a costa del medioambiente.
En Andalucía, las asociaciones agrupadas bajo la denominación «Unidad de acción» (Asaja, COAG y UPA) marcharon lentamente por la A-92N almeriense en sentido Murcia. En unas nuevas manifestaciones ilegales de la Plataforma 6F, unos cincuenta agricultores de la Plataforma 6F se concentraron en el polígono industrial algecireño de La Menacha tras fracasar en el intento de bloquear el puerto. La supuesta líder valenciana de la Plataforma lideraba el grupo y manifestó que se desvinculaban de la tractorada que se celebraría el día 22 en Cádiz y Jerez.
El Tribunal Superior de Justicia de Extremadura no permitió el corte de la A-5 y sólo la Plataforma para la Defensa del Campo se congregó en la sede de la Consejería de Agricultura cacereña y en la oficina veterinaria en Brozas.

### 20 de febrero
En Andalucía, las protestas se centraron en Córdoba, donde las marchas agrícolas dieron lugar a una jornada de protestas en la capital de la provincia en la que se detuvieron a 3 personas y cuatro agentes fueron heridos, y Granada, donde unos 200 agricultores y ganaderos cortaban el tráfico en el centro de la ciudad.
Mientras que muchas asociaciones siguieron desvinculándose de la Plataforma 6F, el que fuera uno de los portavoces y representante legal de la misma, Xaime da Pena, abandonó su cargo. No faltaron en sus declaraciones el reproche usado por Vox y sus diferentes plataformas de culpar a los medios.

### 21 de febrero
Desde la madrugada, cerca de 1500 tractores marcharon desde Arganda del Rey, Torrejón de la Calzada, El Espinar, Guadalajara y Robregordo rumbo a Madrid, convocados por Unión de Uniones y Unió de Pagesos. Una vez en la capital, solo una tercera parte de los tractores, a los que se unieron miles de agricultores a pie, lograron entrar en la ciudad y de esos quinientos solo setenta pudieron llegar hasta el Ministerio de Agricultura. Ese mismo día, los 13 000 participantes según convocantes, 4000 según la delegación de Gobierno, abandonaron la capital destino a otras ciudades acompañados por la banda sonora de Star Wars y el himno nacional.
Durante el trascurso de las protestas se vivieron altercados poco reseñables en los que se agredió a periodistas, policías y manifestantes.
En Palencia se organizó una «tractorada infantil» que recorrió las calles del centro, en la que participaron más de cien niños.
Tras dos semanas de protestas y manifestaciones ilegales de la Plataforma 6F en Murcia y Cartagena, un total de 2000 vehículos, entre tractores y camiones convocados por las organizaciones agrarias, colapsaron las principales vías de la Región y recorrieron el centro de la capital, donde se reunieron con un centenar de agricultores que iban a pie.
En Cáceres, donde el representante de Asaja amenazaba con arrojar paneles de abejas a los antidisturbios, protestaron los agricultores tiraron huevos y arrojaron miel frente a la delegación de Gobierno. Además entraron con los tractores en el casco urbano de Plasencia y Coria. En Badajoz los agricultores tiraron garbanzos, patatas y lentejas para denunciar productos «de terceros países» y cortaron la N-430 y la Ba-51.
En Málaga, entre ochenta y cien tractores procedentes de Antequera recorrieron la capital. También unos setecientos agricultores a pie recorrieron las calles del centro de la ciudad.
En Galicia comenzaron las protestas oficiales que fueron pospuestas debido a las elecciones autonómicas. Las protestas estuvieron lideradas por Asociación Agraria de Galicia, Unións Agrarias y Sindicato Labrego Galego. Unos 600 tractores y 4000 personas por toda la comunidad. Hubo momentos de tensión en la capital coruñesa, donde en un principio no se dejó acceder a la ciudad.
En Asturias los manifestantes cortaron el Puerto de Pajares, principal vía de comunicación del Principado, y el centro urbano de Oviedo permaneció cortado durante veinticuatro horas.
En Cantabria se registraron incidentes entre la Guardia Civil y los manifestantes, que cortaron la A-8 y la A-67.

### 22 de febrero
Los agricultores intentaron bloquearon el puerto de Valencia y el de Algeciras, pero las incidencias sobre el tráfico fueron mínimas. En la localidad gaditana, donde se concentraron más de 1500 agricultores, la policía cargó cuando algunos de los manifestantes empezaron a lanzarles frutas y hortalizas. Tras manifestarse en el puerto algunos agricultores se dirigieron a cortar la A-7. En el marco de las protestas sucedidas en Andalucía, la Confederación de Empresarios de Andalucía, manifestó su apoyo a los agricultores y ganaderos. Además subrayaron la importancia de que sean organizaciones «con plena representatividad» las que lleven las protestas y reivindicaciones
Los manifestantes franceses y catalanes anunciaron el corte de La Junquera para los días 27 y 28 de febrero.
En Zaragoza, varios centenares de agricultores protestaron sin tractores y repartieron comida gratis a la ciudadanía.

### 23 de febrero
El delegado del Gobierno en Cataluña, Carlos Prieto, se reunió con los representantes sindicales de Unió de Pagesos y Asamblea Pagesa. Tras la misma, los sindicalistas anunciaron nuevas protestas para el 27 y el 28.
Mas de 300 tractores y 1500 personas formaron parte de la tercera jornada de la tractorada en León, donde dichos vehículos accedieron a la capital desde todos los accesos, especialmente por las N-630 y la N-120, así como por la N-601 y la CL-623. ASAJA, COAG y UPA organizaron dos movilizaciones: en Segovia y León, para el próximo lunes 26.
En Navarra, 150 de tractores aproximadamente, se dirigieron al Departamento de Desarrollo Rural en Pamplona desde distintos puntos de la Comunidad Foral, y más tarde, tras el bloqueo de un polígono industrial, marcharon hacia el casco urbano. El bloqueo realizado obligó a la planta de Landaben de Volkswagen a parar la producción por falta de piezas.

### 24 de febrero
Las organizaciones Asaga Canarias, COAG Canarias, Agate, UPA, ASPA, PALCA, la Sociedad Cooperativa de Ganaderos de Gran Canaria y la Asociación Empresarial de Ganaderías e Industrias Lácteas de Canarias (AEGIL) retomaron las movilizaciones en Tenerife, en defensa del sector agrario bajo el lema «El campo canario se planta».

### 25 de febrero
En preparativos para la movilización del lunes en Madrid, aproximadamente 2 000 agricultores manchegos se congregaron en la capital para participar en una nueva manifestación convocada por las organizaciones profesionales agrarias que lideraron la mayoría de las anteriores protestas, continuando así la lucha en unidad de acción para conseguir soluciones a la grave crisis que atraviesa el sector. La organización agraria fletó alrededor de 30 autobuses, y se manifestaron con el lema «El campo exige apoyo, respeto y reconocimiento» por el centro de Madrid, recorriendo desde la calle de Méndez Álvaro y la avenida Ciudad de Barcelona la zona de Atocha, para encaminar el paseo del Prado y de Recoletos hasta terminar en el edificio de la Representación de la Comisión Europea en España, coincidiendo con la reunión del Consejo de Ministros de Agricultura de la UE.

### 26 de febrero
Las protestas en Madrid se llevaron a cabo, congregando un centenar de tractores junto a decenas de miles de manifestantes (entre 5 000 y 20 000 según las autoridades) que bloquearon el Paseo del Prado. A la protesta se unió el sector pesquero, donde miles de pescadores apoyaron a los agricultores en su labor de cortar Madrid. Ante la tractorada, el Ayuntamiento de Madrid informó que va a desplegar un operativo que incluye cortes de diversas vías y personal para garantizar la seguridad vial. Según ha detallado el consistorio, las vías y puntos que se verán afectados son, además de la M-208 y M-203, las calles Pirotecnia, Aurora Boreal, la avenida de la Democracia, la plaza Alosno, la calle Casalarreina, la avenida de Daroca, la M-23, la calle O´Donnell, la calle Menéndez Pelayo, el paseo Infanta Isabel y los alrededores del Ministerio de Agricultura. Esta movilización concidió con la reunión del Consejo de Ministros de Agricultura de la UE.

### 27 de febrero
Asaja, COAG, UPA y Cooperativas Agro-alimentarias de Córdoba realizaron un acto de protesta en Lucena (Córdoba), en el que se llevará a cabo un corte de la autovía de Córdoba a Málaga, en la rotonda enlace de la A-318 con la A-45, de la misma manera, Unió de Pagesos convocó tractoradas en diversos accesos hacia la frontera con Francia, en la provincia de Gerona, y en diferentes carreteras de Lérida. Los tractores prevén cortar la AP-7 en Gerona desde las 8, y a las 10 se concentraron en Molló (Gerona) para dirigirse hacia el Col de Ares (Lérida) por la C-38.

### 28 y 29 de febrero
En Lérida, permanecieron bloqueadas la carretera AP-2 de Aitona a Albatárrech, la A-2 en Soses y Tárrega, la A-22 y N-240 en Almacellas, la N-230 en Alfarrás, la N-260 y N-230 en el tramo de Les bordes en Pont de Suert, la C-14 en Basella y la LL-12 en Albatárrech.

### Mes de marzo
En momentos puntuales de marzo las protestas continuaron en diversos puntos del país, produciéndose nuevos cortes y manifestaciones en Madrid, así como en otros puntos estratégicos del país, como el corte de los accesos al puerto del Musel en Gijón por parte de agricultores de Asturias y de Castilla y León, el bloqueo de las principales vías de comunicación y el acceso al puerto de Almería o los enfrentamientos con la policía en Toledo, donde se produjeron momentos de gran tensión y varias detenciones.

## Reclamaciones

La gran mayoría de protestas se muestran en oposición a la Agenda 2030 y sus «Objetivos de Desarrollo Sostenible» de Naciones Unidas.

Las causas de esta serie de protestas son múltiples, aunque representa el sentimiento de abandono e injusticia que sienten los agricultores, que dicen ser víctimas de una competencia desleal, de una presión fiscal y regulatoria excesiva, de una falta de reconocimiento y apoyo de las autoridades públicas y de los consumidores.

### Demandas principales
Éstas son las principales reivindicaciones de los trabajadores agrícolas:
1. Flexibilización de la Política Agrícola Común, al considerar inasumibles su burocracia y sus costes ambientales; menos cargas burocráticas a nivel administrativo.
2. Negociación de las cláusulas espejo en los intercambios comerciales con terceros países y creación de un observatorio sobre las importaciones de productos alimentarios.
3. Paralización de los acuerdos con Mercosur y Nueva Zelanda y las negociaciones con Chile, Kenia, México, India y Australia, así como más controles a la importación desde Marruecos.
4. Cambio en el funcionamiento de la Ley de la Cadena Agroalimentaria. Modificación y ampliación de dicha norma para prohibir las prácticas desleales, con el fin de que los precios de los agricultores cubran los costes de producción.
5. Un sistema de seguros agrarios que responda a las necesidades de los productores y adaptado a la situación estructural que suponen las sequías y fenómenos meteorológicos adversos.
6. Una fiscalidad acorde a los incrementos de costes que soporta el sector derivado de situaciones como la guerra en Ucrania.
7. Inversiones urgentes en materia de regadíos.
8. Ayudas para hacer frente a contratiempos como la sequía.
9. Medidas para favorecer la incorporación de jóvenes al campo.
10. Medidas en la gestión de la crisis por la sanidad animal que, además, creen que está siendo objeto de «luchas partidistas».

## Consecuencias

### Daños e insuficiencia logística
Supermercados de Málaga se vieron desabastecidos debido a las protestas en la central logística de Antequera.
Durante las manifestaciones y protestas en Francia, muchos camiones de mercancía españoles fueron atacados y asaltados por manifestantes, haciendo que la cantidad de daños en euros ascendiera a 12 000 000 al día, es decir, cerca de 120 000 000 las perdidas totales para el 5 de febrero, un día antes de que los agricultores españoles comenzasen a movilizarse de manera organizada.
Mientras el puerto de Tarragona estuvo bloqueado, la Autoridad Portuaria, que no compartía las afirmaciones de los manifestantes que las colocaban como culpable de la problemática de los agricultores, cifró la reducción del tráfico de camiones en un 86 % menos de lo habitual.
La Vuelta a Andalucía se vio obligada a anular etapas y kilometraje y finalmente fue reducida a tres etapas.
La planta navarra de Volkswagen, a las afueras de Pamplona, se vio obligada a parar su producción debido a la falta de piezas por el bloqueo realizado al polígono industrial de Landaben.

## Reacciones

### Respuesta del gobierno nacional
- El ministro de Agricultura, Pesca y Alimentación, Luis Planas, se reunió el 15 de febrero con los sindicatos y asociaciones agrarias COAG UPA y Asaja para negociar una serie de medidas para controlar más los precios y rebajar la burocracia.[184] El ministro se comprometió a llevar a Europa la propuesta sobre la aplicación de la PAC y la de poder simplificar la burocracia. Además instó a Ursula von der Leyen, presidenta de la Comisión Europea a escuchar al agro.[185]

- La consejera de Agricultura, Pesca, Agua y Desarrollo Rural de la Junta de Andalucía, Carmen Crespo, ha mantenido, dentro de su agenda oficial en Bruselas, una reunión de trabajo junto a las organizaciones agrarias presentes en la ciudad belga, en la que han abordado la crisis que atraviesa el sector, subrayando la importancia de asegurar la rentabilidad del sector en la transición ecológica y elevar la política agraria en la Comisión Europea.[186]

- El consejero de Agricultura, Ganadería y Alimentación de Aragón, Ángel Samper, se comprometía a trabajar en las reivindicaciones de agricultores y ganaderos.[187]

- Desde la oposición, Vox y PP exigían el cumplimiento de la Ley de Cadena Alimentaria a la que estos mismo partidos se opusieron en el Congreso.[188] Mientras que Podemos exigió el cumplimiento inmediato e íntegro de la ley.[189]

### Otras respuestas
El presidente de la Autoridad Portuaria de Castellón se comprometió a revisar las bonificaciones a la importación de productores agrarios y de cerámica de países terceros que siguen vigentes.
La Federación de Cooperativas Agrarias de La Rioja se comprometía a someter a consultas las reivindicaciones de los viticultores independientes para poder alcanzar un consenso alcanzar un consenso entre los productores y elevarlo al Consejo Regulador de la DOCa.
Tras la protesta masiva de Madrid, el ministro de Agricultura, Pesca y Alimentación, Luis Planas, se reunió con las organizaciones profesionales agrarias, Asociación Agraria de Jóvenes Agricultores (Asaja), Coordinadora de Organizaciones de Agricultores y Ganaderos (COAG) y Unión de Pequeños Agricultores y Ganaderos (UPA).